# Incidente de Teijin

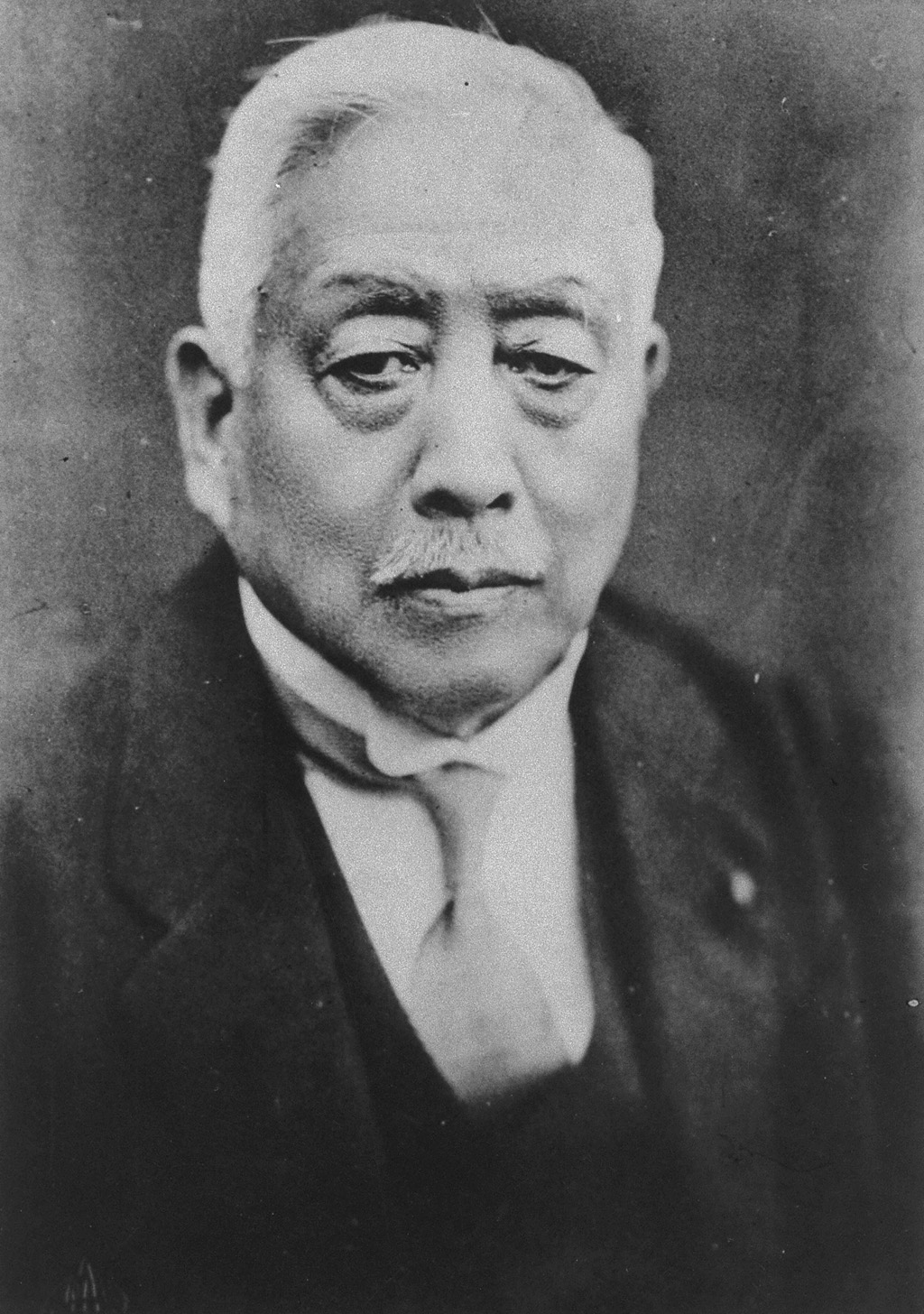
Retrato de Saito Makoto

El incidente de Teijin o escándalo de Teijin (帝人事件, Teijin jiken) fue un escándalo político a principios del período Shōwa del Imperio del Japón que provocó el colapso de la administración del Primer Ministro Saitō Makoto en 1934.

## Antecedentes e historia
En junio de 1933, el Banchokai, un grupo de jóvenes inversores, compró 100 000 acciones de Teijin (una empresa líder en rayón y textiles) del Banco de Taiwán a un precio de 125 yenes por acción. El precio de las acciones aumentó constantemente, llegando a 200 yenes por acción a finales de año, y comenzaron a surgir rumores en las páginas editoriales de varios periódicos de que el Banchokai había logrado manipular de alguna manera el mercado.
Al trabajar con este rumor sin fundamento, los funcionarios ultraderechistas del Ministerio de Justicia acusaron a funcionarios del Ministerio de Finanzas y miembros del gabinete del Primer Ministro Saitō de conspirar con el Banco de Taiwán para permitir que el Banchokai comprara acciones a un precio artificialmente bajo a cambio de sobornos en efectivo y acciones. En abril de 1934, el Ministerio de Justicia ordenó el arresto del viceministro de Finanzas, del director del Banco de Taiwán y del presidente de Teijin. Al recibir la noticia de que también estaba programado el arresto de varios ministros del gabinete, el Primer Ministro Saitō disolvió el gobierno el 3 de julio de 1934. Poco después, 13 funcionarios más fueron arrestados por cargos de corrupción.

## Consecuencias
Después de un largo juicio, los 16 acusados fueron exonerados de todos los cargos, y se descubrió que el conjunto completo de transacciones de acciones que involucraban acciones de Teijin estaba libre de irregularidades fiscales. Sin embargo, el público japonés en general quedó con una fuerte impresión sobre la corrupción extensa en los altos niveles de gobierno y finanzas, lo que erosionó aún más la confianza pública tanto en la democracia liberal como en el sistema capitalista.
Esta imagen fue alentada por el derechista Kokuhonsha, dirigido por Kiichiro Hiranuma, quien también fue fiscal principal en el juicio. Indirectamente, el incidente de Teijin contribuyó a un aumento de los ataques violentos y terroristas de sociedades secretas como Sakurakai y Liga de la Sangre contra figuras destacadas del gobierno y las finanzas. También contribuyó al intento de golpes de estado militares, como el incidente del 26 de febrero contra la percepción de corrupción del gobierno civil.